# Agència Veneçolana de Notícies
L'Agència Veneçolana de Notícies (AVN), fins al juny de 2010 anomenada Agència Bolivariana de Notícies (ABN), és el servei d'informació oficial del govern de Veneçuela, amb cobertura regional i nacional, així com amb informació internacional sobre Amèrica Llatina i la resta del món. Disposa de serveis de multimèdia i galeria d'imatges.
L'Agència Bolivariana de Notícies neix l'abril de 2005 per iniciativa del Ministeri del Poder Popular per a la Comunicació i la Informació, com agència informativa de la Revolució Bolivariana i en substitució de l'agència estatal Venpres. El 21 de juny de 2010, l'agència va ser rebatejada com Agència Veneçolana de Notícies, ja que el nom anterior és preservat per a una futura agència de notícies internacional. El format de la pàgina web de AVN es troba en castellà i anglès.